# Fodervicker
Fodervicker eller liten sommarvicker (Vicia sativa) är en växtart i familjen ärtväxter. 
Den växer inte naturligt i Sverige, men som det ena namnet antyder odlades den tidigare som djurfoder och förekommer nu mycket sparsamt, till exempel på gammal åkermark. 
Plantan blir 30-80 cm hög och är svagt klättrande. Stjälken är kantig men ovingad och mer eller mindre hårig; enkel eller något grenig. Bladen är 5-7-parigt sammansatta och småbladen är smalt omvänt äggrunda, i spetsen tvärhuggna eller något intryckta, med uddborst. Stiplerna är halvmånlika och tandade. 
Blommorna är 16-26 mm långa och sitter parvis eller enstaka, med mycket korta skaft i bladvecken. Seglet, det stora kronbladet, är ljust violett, vingarna och kölen är purpurröda. (Men flera odlingsformer med andra färger förekommer också.) 
Baljan blir omkring 5 cm lång och innehåller ett flertal grå eller bruna frön.   